# Enoplopteron occulatum
Enoplopteron occulatum är en tvåvingeart som beskrevs av Hardy 1986. Enoplopteron occulatum ingår i släktet Enoplopteron och familjen borrflugor. Inga underarter finns listade i Catalogue of Life.